# Umberto Casilini
Umberto Casilini (Bologna, 4 novembre 1880 – Torino, 8 marzo 1942) è stato un attore italiano del teatro, del cinema e della radio.

## Biografia
Appartenente ad un'illustre famiglia di attori teatrali, esordì come «amoroso» nella compagnia teatrale di Bianca Iggius, per poi passare nel 1904 a quella di Emma Gramatica e Leo Orlandini dove fu «primo attore giovane».
Divenuto «attore brillante» nel 1914, due anni dopo esordì nel cinema con il film Buon sangue non mente. Sul grande schermo, Casilini vanta un discreto numero di apparizioni tra il 1916 e il 1942, solitamente in ruoli secondari.
Chiamato alle armi durante la prima guerra mondiale, dove combatté con il ruolo di capitano, riprese l'attività teatrale nel 1918, e passò nelle compagnie di Cesare Dondini, Armando Falconi e nuovamente in quella della Gramatica, dove divenne «primo attore».
Nel 1924 formò una compagnia teatrale in società con Letizia Bonini e Calisto Bertramo, che durò fino al 1929. Fu poi «caratterista» nelle compagnie di Tatiana Pavlova, nella Tofano-De Sica-Rissone e in quella di Antonio Gandusio.
Nel 1930 fu direttore dell'Accademia Luigi Rasi di Ravenna. Successivamente, Casilini si dedicò anche alla prosa radiofonica presso gli studi EIAR di Torino.

## Filmografia parziale
- Buon sangue non mente, regia di Gero Zambuto (1916)
- Lea, regia di Diana Karenne (1916)
- Il ridicolo, regia di Edoardo Bencivenga (1916)
- La madre folle, regia di Domenico Gaido (1916)
- La ruota del vizio, regia di Augusto Genina (1920)
- Debito d'odio, regia di Augusto Genina (1920)
- I diabolici, regia di Augusto Genina (1921)
- Il cadavere vivente, regia di Pier Angelo Mazzolotti (1921)
- Il povero Piero, regia di Umberto Mozzato (1921)
- All'ombra di un trono, regia di Carmine Gallone (1921)
- Germaine, regia di Augusto Camerini (1922)
- Cirano di Bergerac, regia di Augusto Genina (1923)
- Il vetturale del Moncenisio, regia di Baldassarre Negroni (1927)
- I due sergenti, regia di Enrico Guazzoni (1936)
- Pietro Micca, regia di Aldo Vergano (1938)
- Capitan Fracassa, regia di Duilio Coletti (1940)
- Il vetturale del San Gottardo, regia di Hans Hinrich e Ivo Illuminati (1942)